# Mistrovství světa juniorů ve sportovním lezení 1992
Mistrovství světa juniorů ve sportovním lezení 1992 (anglicky: UIAA World Youth Championship) se uskutečnilo jako první ročník 27. února ve švýcarské Basileji v lezení na obtížnost. Prvního mistrovství světa juniorů se zúčastnili také čtyři čeští závodníci v kategorii juniorů.

## Češi na MSJ
Nejlépe si v lezení na obtížnost v kategorii juniorů vedli desátý Radek Ullmann a za ním jedenáctý Marek Havlík.

## Výsledky juniorů a juniorek
| obtížnost                       | obtížnost          |
| ------------------------------- | ------------------ |
| junioři                         | juniorky           |
| 1. Pavel Samoiline              | 1. Muriel Sarkany  |
| 2. Faycal Natech                | 2. Natasa Stritih  |
| 3. Elie Chevieux 3. Ian Vickers | 3. Catherine Musso |
|                                 |                    |
| 10. Radek Ullmann               | —                  |
| 11. Marek Havlík                | —                  |
| 21. Matěj Pohorský              | —                  |
| 27. Miroslav Stoličný           | —                  |
|                                 |                    |
| ? finalistů                     | ? finalistek       |
| ? semifinalistů                 | ? semifinalistek   |
| 46 juniorů                      | 9 juniorek         |

## Výsledky chlapců a dívek v kategorii A
| obtížnost         | obtížnost            |
| ----------------- | -------------------- |
| chlapci           | dívky                |
| 1. François Petit | 1. Olga Bibiková     |
| 2. Fabien Mazuer  | 2. Marie Guillet     |
| 3. Antoine Pecher | 3. Nataliy Pashennik |
|                   |                      |
| ? finalistů       | ? finalistek         |
| ? semifinalistů   | ? semifinalistek     |
| 38 chlapců        | 10 dívek             |

## Výsledky chlapců a dívek v kategorii B
| obtížnost          | obtížnost                 |
| ------------------ | ------------------------- |
| chlapci            | dívky                     |
| 1. Laurent Lanners | 1. Kathleen Vanbellinghen |
| 2. Olaw Mainardi   | 2. Lydie Tuccio           |
| 3. Jimmy Dubuisson | 3. Mayya Piratinskaya     |
|                    |                           |
| ? finalistů        | ? finalistek              |
| ? semifinalistů    | ? semifinalistek          |
| 18 chlapců         | 9 dívek                   |

### Medaile podle zemí
| pořadí | stát               | Zlatá medaile | Stříbrná medaile | Bronzová medaile | celkem |
| ------ | ------------------ | ------------- | ---------------- | ---------------- | ------ |
| 1.     | Belgie             | 3             | 0                | 0                | 3      |
| 2.     | Rusko              | 2             | 0                | 2                | 4      |
| 3.     | Francie            | 1             | 4                | 3                | 8      |
| 4.     | Slovinsko          | 0             | 1                | 0                | 1      |
| 4.     | Itálie             | 0             | 1                | 0                | 1      |
| 6.     | Švýcarsko          | 0             | 0                | 1                | 1      |
| 6.     | Spojené království | 0             | 0                | 1                | 1      |